# Smilec
Smilec (bolgarsko Смилец, Smilec) je bil bolgarski car, ki je vladal od leta 1292 do 1294, * ni znano, † 1298, Veliko Trnovo, Bolgarsko cesarstvo.

## Življenje
Smilec je izhajal bolgarske plemiške družine, vendar so njegovi predniki povsem neznani. Po posestih njegovih bratov Radoslava in Vojsila je moč sklepati, da je imela družina velike posesti med Staro planino (Balkan) in Srednjo goro. 
Še preden je na prestolu leta 1292 zamenjal Jurija I. Terterja, se je poročl z neimenovano bizantinsko princeso, hčerko sebastokratorja Konstantina Paleologa, polbrata cesarja Mihaela VIII. Paleologa. 
O Smilčevem prihodu na prestol je znano samo to, da je postal car na zahtevo Nogaj Kana Zlate horde. Kronal ga je patriarh Joahim III., ki je bil na ukaz Jurijevega sina Teodorja Svetoslava leta 1300 usmrčen zaradi izdaje. Zgodovinar John Van Antwerp Fine Jr. trdi, da bi domnevna izdaja lahko bila povezana z nejasnim obdobjem, ko je Smilec strmoglavil Jurija I.
Smilčeva vladavina je pomenila višek mongolske nadoblasti v Bolgariji. Roparski pohodi Mongolov so se nadaljevali kot pred tem v letih 1297 in 1298. Mongoli so izropali dele Trakije, ki je bila takrat pod bizantinsko oblastjo, bolgarskih delov pa morda ne. Smilec se je kljub običanjo probizantinski Nogajevi politiki že na začetku vladanja zapletel v neuspešno vojno z Bizantinskim cesarstvom. 
Okoli leta 1296-1297 je svojo hčerko Teodoro poročil s kasnejšim srbskim kraljem Štefanom Urošem III. Dečanskim. V njunem zakonu je bil rojen kasnejši srbski kralj in car Štefan Uroš IV. Dušan (Silni).
Smiles je kmalu po Čakovem napadu leta 1298 izginil iz zgodovinskih zapisov. Lahko bi bil ubit v spopadu s Čako ali je v tem času umrl naravne smrti. Nasledil ga je mladi sin Ivan.

## Družina
Smilec je bil poročen z neimenovano bizantinsko princeso, hčerko sebastokratorja Konstantina Paleologa. Imenovali so jo preprosto Smilcena, se pravi Smilčeva žena. Z njo je imel najmanj tri otroke:
- Ivana IV., naslednika na bolgarskem prestolu (1298–1299/1300)
- Teodoro, srbsko kraljico
- Marino

## Zanimivost
Po Smilcu se imanuje Smilec Point na Antarktiki. 

## Sklic
1. ↑  Fine, J. (1987). The Late Medieval Balkans, A Critical Survey from the Late Twelfth Century to the Ottoman Conquest. University of Michigan Press. ISBN 0-472-10079-3. str. 228.

| Smilec Dinastija Smilec Rojen: ni znano Umrl: 1298 |                           |                            |
| Vladarski nazivi                                   |                           |                            |
| Predhodnik: Jurij I. Terter                        | Bolgarski car 1292 - 1298 | Naslednik: Ivan IV. Smilec |